# Villanueva de la Cañada
Villanueva de la Cañada là một đô thị trong Cộng đồng Madrid, Tây Ban Nha. Đô thị này có diện tích 34,3 km², dân số theo điều tra năm 2010 của Viện thống kê quốc gia Tây Ban Nha là 17.271 người. Đô thị này nằm ở khu vực có độ cao 652 mét trên mực nước biển.